# Heteronegativnost
Heteronegativnost, Heteronegativizam ime je za pojam koji opsiva skup negativnih osjećaja koje homoseksualne osobe gaje prema heteroseksualnim osobama.
Heteronegativnost ne klasificira se kao kliničko stanje kao nekakva fobija, i u mnogo čemu se koristi kao način gdje se homoseksualne osobe suprotstavljaju prema svojoj okolini ili koje se osjećaju da nisu prihvaćene tako što svaraju okvire gdje sebe stavljaju da su "superiorniji od heteroseksualaca", što neki takvo viđenje vide kao internalizacija homofobije koja ima osjećaje "heteronegativizma" (ili u izraženijim slučajevima heterofobije)